# Liernurstelsel

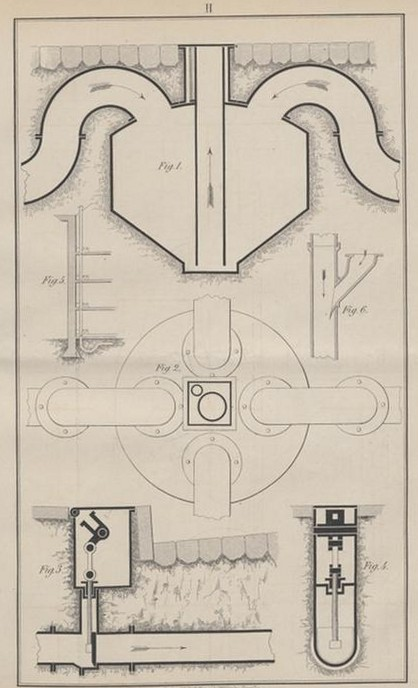
Onderdelen van het Liernurstelsel; uit zijn publicatie in de Landbouw-courant van 1-9-1866. Fig 1 en 2 zijn details van het reservoir, fig 3 en 4 zijn de trottoirkleppen, fig 5 en 6 zijn trechters voor afvoer van de verdiepingen.

Het liernurstelsel is het eerste grote rioleringsstelsel in de Nederlandse stad Amsterdam. Het werd rond 1870 toegepast. Het is een uitvinding van de Nederlandse ingenieur Charles T. Liernur en werd in Amsterdam toegepast onder leiding van  stadsingenieur J.G. van Niftrik. Eerder was er een proef genomen in Leiden. In 1872 werd het in de gedempte Binnenvestgracht en de Hoefstraat, een gebied van 1200 bewoners, ingevoerd.  
Het systeem werd rond het jaar 1874 ook in Dordrecht aangelegd, onder leiding van opzichter F. Muller die in Amsterdam ervaring had opgedaan met het systeem.  
Het was een gesloten buizenstelsel, waar al het water werd verzameld op een centraal punt. Daar werden de afvalstoffen zodanig verwerkt dat die als mest gebruikt konden worden. Het stelsel maakt een scheiding tussen de fecaliën en het huishoudwater, schrobwater enz. Het eerste werd aanvankelijk afgevoerd door buizen met van afstand tot afstand S-vormige stijgbuizen (ongeveer om de 40 meter), waarin de stoffen door een boven de stijgbuis gemaakt vacuüm ongeveer 50 centimeters werden opgezogen om dan in een flauw hellend gedeelte door de zwaartekracht te stromen in de richting naar de plaats, waar de stof aan de landbouw werd afgeleverd, hetzij in half vloeibare vorm, hetzij verdikt of zelfs tot poeder of tot geperste koeken gevormd. De praktijk leerde later, dat deze S-vormige delen zonder bezwaar achterwege konden blijven.
Er werd bij dit stelsel geen gebruik gemaakt van het doorspoelen, omdat dan het maken van mest moeilijk werd. Om de stankoverlast in de huizen tegen te gaan, werden er kleppen geïnstalleerd. In 1896 moest men per meter gevelbelasting betalen om het liernurstelsel te onderhouden.
Het stelsel werkte goed, maar was toch niet echt een vorm van riolering en waterreiniging. In 1902 besloot de gemeente Amsterdam dat het liernurstelsel niet verder gebruikt zou worden en er een nieuw rioolstelsel moest komen. De grootste probleem met het Liernurstelsel was, dat het zich slechts bekommerde om de faecaliën, terwijl het huishoudelijk afvalwater, badwater, fabriekswater, die bijvoorbeeld in Amsterdam bij elkaar ongeveer 40 keer het volume van de fecaliën hebben (150 tegen 3½ liter per persoon per etmaal), op de oude wijze moesten wegvloeien (dus gewoon de grond of de gracht in liepen) en zo de grond bleven verontreinigen.
Op en paar plaatsen in het buitenland heeft Liernur ook het systeem toegepast. Het departement van Oorlog waar ongeveer 10.000 soldaten gelegerd waren. Ook voor het centraal station van Keulen en een ziekenhuis te Hanau werd het stelsel ingevoerd. Ook in 1870 heeft de gemeente Frankfurt besloten er een proef mee te nemen. Maar dit alles zonder veel succes. 